# UCI WorldTour Femenino 2022
El UCI WorldTour Femenino 2022 fue la séptima edición del máximo calendario de ciclismo en ruta femenino a nivel mundial.
El calendario tuvo 23 carreras comenzando el 5 de marzo con la disputa de la Strade Bianche femenina en Italia, y finalizando el 9 de octubre con el Tour de Romandía Femenino en Suiza.

## Equipos
Para la temporada 2022 los equipos UCI Team Femenino fueron 14:
| Nombre                             | País           | Código UCI |
| ---------------------------------- | -------------- | ---------- |
| Canyon SRAM Racing                 | Alemania       | CSR        |
| EF Education-TIBCO-SVB             | Estados Unidos | TIB        |
| FDJ Nouvelle Aquitaine Futuroscope | Francia        | FDJ        |
| Human Powered Health               | Estados Unidos | HPW        |
| Liv Racing                         | Países Bajos   | LIV        |
| Movistar Team                      | España         | MOV        |
| Roland Cogeas-Edelweiss Squad      | Suiza          | CGS        |
| Team BikeExchange Women            | Australia      | BEX        |
| Team DSM Women                     | Países Bajos   | DSM        |
| Jumbo-Visma                        | Países Bajos   | JVW        |
| Team SD Worx                       | Países Bajos   | SDW        |
| Trek-Segafredo Women               | Estados Unidos | TFS        |
| UAE Team ADQ                       | EAU            | UAD        |
| Uno-X Pro Cycling Team Women       | Noruega        | UXT        |

## Carreras
| UCI World Tour Femenino 2022   | UCI World Tour Femenino 2022 | UCI World Tour Femenino 2022             | UCI World Tour Femenino 2022 | UCI World Tour Femenino 2022 |
| Fecha                          | País                         | Carrera                                  | Ganador                      |                              |
| ------------------------------ | ---------------------------- | ---------------------------------------- | ---------------------------- | ---------------------------- |
| 5 de mar                       | Italia                       | Strade Bianche femenina                  | Lotte Kopecky                |                              |
| 12 de mar                      | Países Bajos                 | Tour de Drenthe femenino                 | Lorena Wiebes                |                              |
| 20 de mar                      | Italia                       | Trofeo Alfredo Binda-Comune di Cittiglio | Elisa Balsamo                |                              |
| 24 de mar                      | Bélgica                      | Tres Días Brujas-La Panne femenina       | Elisa Balsamo                |                              |
| 27 de mar                      | Bélgica                      | Gante-Wevelgem femenina                  | Elisa Balsamo                |                              |
| 3 de abr                       | Bélgica                      | Tour de Flandes femenino                 | Lotte Kopecky                |                              |
| 10 de abr                      | Países Bajos                 | Amstel Gold Race femenina                | Marta Cavalli                |                              |
| 16 de abr                      | Francia                      | París-Roubaix femenina                   | Elisa Longo Borghini         |                              |
| 20 de abr                      | Bélgica                      | Flecha Valona Femenina                   | Marta Cavalli                |                              |
| 24 de abr                      | Bélgica                      | Lieja-Bastoña-Lieja Femenina             | Annemiek van Vleuten         |                              |
| 13 – 15 de mayo                | España                       | Itzulia Women                            | Demi Vollering               |                              |
| 19 – 22 de mayo                | España                       | Vuelta a Burgos Féminas                  | Juliette Labous              |                              |
| 27 – 29 de mayo                | Reino Unido                  | RideLondon Classique                     | Lorena Wiebes                |                              |
| 6 – 11 de junio                | Reino Unido                  | The Women's Tour                         | Elisa Longo Borghini         |                              |
| 30 de junio – 10 de julio      | Italia                       | Giro de Italia Femenino                  | Annemiek van Vleuten         |                              |
| 24 – 31 de julio               | Francia                      | Tour de Francia Femenino                 | Annemiek van Vleuten         |                              |
| 6 de ago                       | Suecia                       | Postnord Vårgårda WestSweden TTT         | Trek-Segafredo               |                              |
| 7 de ago                       | Suecia                       | Postnord Vårgårda WestSweden RR          | Audrey Cordon-Ragot          |                              |
| 9 – 14 de agosto               | Noruega                      | Tour de Escandinavia                     | Cecilie Uttrup Ludwig        |                              |
| 27 de ago                      | Francia                      | Gran Premio Femenino de Plouay           | Mavi García                  |                              |
| 30 de agosto – 4 de septiembre | Países Bajos                 | Boels Ladies Tour                        | Lorena Wiebes                |                              |
| 7 – 11 de septiembre           | España                       | La Vuelta Femenina                       | Annemiek van Vleuten         |                              |
| 7 – 9 de octubre               | Suiza                        | Tour de Romandie Féminin                 | Ashleigh Moolman-Pasio       |                              |
| 13 – 15 de octubre             | República Popular China      | Tour de la Isla de Chongming             | cancelada                    |                              |
| 18 de oct                      | República Popular China      | Tour de Guangxi Femenino                 | cancelada                    |                              |

## Baremo 2022
Todas las carreras otorgaron puntos para el UCI World Ranking Femenino, incluyendo a todas las corredoras de los equipos de categoría UCI Team Femenino.
El baremo de puntuación fue el mismo para todos las carreras, pero las carreras por etapas (2.WWT), otorgan puntos adicionales por las victorias de etapa y por vestir la camiseta del líder de la clasificación general:
| Posición              | 1.ª | 2.ª | 3.ª | 4.ª | 5.ª | 6.ª | 7.ª | 8.ª | 9.ª | 10.ª | 11.ª | 12.ª | 13.ª | 14.ª | 15.ª | 16.ª-20.ª | 21.ª-30.ª | 31.ª-40.ª |
| Clasificación general | 400 | 320 | 260 | 220 | 180 | 140 | 120 | 100 | 80  | 68   | 56   | 48   | 40   | 32   | 28   | 24        | 16        | 8         |
| Por etapa             | 50  | 40  | 30  | 25  | 20  | 18  | 15  | 10  | 8   | 6    |      |      |      |      |      |           |           |           |
| Líder                 | 8   |     |     |     |     |     |     |     |     |      |      |      |      |      |      |           |           |           |
| Mejor joven           | 6   | 4   | 2   |     |     |     |     |     |     |      |      |      |      |      |      |           |           |           |

## Clasificaciones finales
Estas fueron las clasificaciones finales tras la disputa del Tour de Romandía:
Nota: ver Baremos de puntuación

### Clasificación individual
| Posición | Corredora              | Equipo               | Puntos  |
| -------- | ---------------------- | -------------------- | ------- |
| 1.ª      | Annemiek van Vleuten   | Movistar             | 3589,33 |
| 2.ª      | Elisa Longo Borghini   | Trek-Segafredo       | 2710,33 |
| 3.ª      | Demi Vollering         | SD Worx              | 2681,17 |
| 4.ª      | Lorena Wiebes          | DSM                  | 2526    |
| 5.ª      | Elisa Balsamo          | Trek-Segafredo       | 2457,33 |
| 6.ª      | Lotte Kopecky          | SD Worx              | 2403,17 |
| 7.ª      | Marta Cavalli          | FDJ-SUEZ-Futuroscope | 1926    |
| 8.ª      | Liane Lippert          | DSM                  | 1751    |
| 9.ª      | Cecilie Uttrup Ludwig  | FDJ-SUEZ-Futuroscope | 1740    |
| 10.ª     | Ashleigh Moolman-Pasio | SD Worx              | 1639    |

| Posiciones 11.ª a la 20.ª | Posiciones 11.ª a la 20.ª | Posiciones 11.ª a la 20.ª     | Posiciones 11.ª a la 20.ª |
| ------------------------- | ------------------------- | ----------------------------- | ------------------------- |
| 11.ª                      | Katarzyna Niewiadoma      | Canyon SRAM Racing            | 1550,5                    |
| 12.ª                      | Juliette Labous           | DSM                           | 1524                      |
| 13.ª                      | Mavi García               | UAE Team ADQ                  | 1352                      |
| 14.ª                      | Silvia Persico            | Valcar-Travel & Service       | 1349                      |
| 15.ª                      | Grace Brown               | FDJ-SUEZ-Futuroscope          | 1331                      |
| 16.ª                      | Elise Chabbey             | Canyon SRAM Racing            | 1302,5                    |
| 17.ª                      | Marianne Vos              | Jumbo-Visma                   | 1187                      |
| 18.ª                      | Audrey Cordon-Ragot       | Trek-Segafredo                | 1024                      |
| 19.ª                      | Marta Bastianelli         | UAE Team ADQ                  | 986                       |
| 20.ª                      | Tamara Drónova            | Roland Cogeas-Edelweiss Squad | 899,2                     |

### Clasificación por equipos
Esta clasificación se calculó sumando los puntos de las corredoras de cada equipo o selección en cada carrera. Los equipos con el mismo número de puntos se clasificaron de acuerdo a su corredora mejor clasificada.
| Posición | País                 | Puntos  |
| -------- | -------------------- | ------- |
| 1.º      | SD Worx              | 9803,02 |
| 2.º      | Trek-Segafredo       | 7998,98 |
| 3.º      | DSM                  | 7536    |
| 4.º      | FDJ-SUEZ-Futuroscope | 7261    |
| 5.º      | Movistar             | 5985,96 |

### Clasificación sub-23
| Posición | Corredora          | Equipo               | Puntos |
| -------- | ------------------ | -------------------- | ------ |
| 1.ª      | Shirin van Anrooij | Trek-Segafredo       | 50     |
| 2.ª      | Niamh Fisher-Black | SD Worx              | 34     |
| 3.ª      | Pfeiffer Georgi    | DSM                  | 28     |
| 4.ª      | Anna Shackley      | SD Worx              | 20     |
| 5.ª      | Mischa Bredewold   | Parkhotel Valkenburg | 18     |

## Evolución de las clasificaciones
| Carrera (Vencedora)                                      | Clasificación individual | Clasificación por equipos | Clasificación sub-23 |
| -------------------------------------------------------- | ------------------------ | ------------------------- | -------------------- |
| Strade Bianche femenina (Lotte Kopecky)                  | Lotte Kopecky            | SD Worx                   | Shirin van Anrooij   |
| Tour de Drenthe femenino (Lorena Wiebes)                 | Lotte Kopecky            | SD Worx                   | Pfeiffer Georgi      |
| Trofeo Alfredo Binda-Comune di Cittiglio (Elisa Balsamo) | Elisa Balsamo            | SD Worx                   | Shirin van Anrooij   |
| Clásica Brujas-La Panne femenina (Elisa Balsamo)         | Elisa Balsamo            | SD Worx                   | Shirin van Anrooij   |
| Gante-Wevelgem femenina (Elisa Balsamo)                  | Elisa Balsamo            | SD Worx                   | Pfeiffer Georgi      |
| Tour de Flandes femenino (Lotte Kopecky)                 | Elisa Balsamo            | SD Worx                   | Pfeiffer Georgi      |
| Amstel Gold Race femenina (Marta Cavalli)                | Elisa Balsamo            | SD Worx                   | Shirin van Anrooij   |
| París-Roubaix femenina (Elisa Longo Borghini)            | Lotte Kopecky            | SD Worx                   | Pfeiffer Georgi      |
| Flecha Valona Femenina (Marta Cavalli)                   | Lotte Kopecky            | SD Worx                   | Shirin van Anrooij   |
| Lieja-Bastoña-Lieja Femenina (Annemiek van Vleuten)      | Lotte Kopecky            | SD Worx                   | Shirin van Anrooij   |
| Vuelta al País Vasco Femenina (Demi Vollering)           | Lotte Kopecky            | SD Worx                   | Shirin van Anrooij   |
| Vuelta a Burgos Féminas (Juliette Labous)                | Demi Vollering           | SD Worx                   | Shirin van Anrooij   |
| RideLondon Classique (Lorena Wiebes)                     | Lotte Kopecky            | SD Worx                   | Shirin van Anrooij   |
| The Women's Tour (Elisa Longo Borghini)                  | Lotte Kopecky            | SD Worx                   | Shirin van Anrooij   |
| Giro de Italia Femenino (Annemiek van Vleuten)           | Elisa Balsamo            | SD Worx                   | Shirin van Anrooij   |
| Tour de Francia Femenino (Annemiek van Vleuten)          | Annemiek van Vleuten     | SD Worx                   | Shirin van Anrooij   |
| Postnord Vårgårda WestSweden TTT (Trek-Segafredo)        | Annemiek van Vleuten     | SD Worx                   | Shirin van Anrooij   |
| Postnord Vårgårda WestSweden RR (Audrey Cordon-Ragot)    | Annemiek van Vleuten     | SD Worx                   | Shirin van Anrooij   |
| Tour de Escandinavia (Cecilie Uttrup Ludwig)             | Annemiek van Vleuten     | SD Worx                   | Shirin van Anrooij   |
| Gran Premio Femenino de Plouay (Mavi García)             | Annemiek van Vleuten     | SD Worx                   | Shirin van Anrooij   |
| Simac Ladies Tour (Lorena Wiebes)                        | Annemiek van Vleuten     | SD Worx                   | Shirin van Anrooij   |
| Ceratizit Challenge by La Vuelta (Annemiek van Vleuten)  | Annemiek van Vleuten     | SD Worx                   | Shirin van Anrooij   |
| Tour de Romandía femenino (Ashleigh Moolman-Pasio)       | Annemiek van Vleuten     | SD Worx                   | Shirin van Anrooij   |
| Final                                                    | Annemiek van Vleuten     | SD Worx                   | Shirin van Anrooij   |